# El amor es un potro desbocado
El amor es un potro desbocado es una obra de teatro en dos actos de Luis Escobar, con la colaboración de Luis Saslawski, y estrenada en 1959.

## Argumento
Ambientada en la Castilla del siglo XI, la obra recrea los amores de Rodrigo Díaz de Vivar "El Cid" con Doña Jimena. Ambos deberán hacer frente a la férrea oposición del padre de ella, el Conde de Lozano, que, en un afán de sobreprotección, no concibe que su hija acabe en los brazos de otro hombre.

## Representaciones destacadas
- Teatro Lara, Madrid, 16 de enero de 1959.[2]
  - Dirección: Conrado Blanco.
  - Intépretes: María Cuadra (Doña Jimena), Julio Núñez (El Cid), Antonio Prieto (Conde Lozano), Adela Carboné, Pilar Muñoz, Mimí Muñoz, María Francés, Teresa Gisbert, Leo Anchoriz.

- Teatro Barcelona, Barcelona, 1961.[3]
  - Dirección: Luis Escobar.
  - Intérpretes: Asunción Sancho (Doña Jimena), Francisco Valladares (El Cid), Antonio Casas (Conde Lozano), Josefina Tapias, Julieta Serrano, Lola Lemos

- Televisión, Estudio 1, TVE, 9 de marzo de 1973.
  - Dirección: Alberto González Vergel.
  - Intérpretes: Maribel Martín (Doña Jimena), Emilio Gutiérrez Caba (El Cid), Amelia de la Torre, José Guardiola, Tota Alba, Antonio Iranzo, Manuel Dicenta, Mary Leyva, María Silva.

- Teatro Alcázar, Madrid, 1994.[4][5]
  - Dirección: Juan Carlos Pérez de la Fuente.
  - Intérpretes: Silvia Marsó (Doña Jimena), Andoni Ferreño (El Cid), Blanca Sendino, Ana María Barbany, Víctor Valverde (el Conde Lozano).

- Festival Medieval de Hita, 2 de julio de 2016
  - Dirección: Manuel Galiana.
  - Intérpretes: Maria Peluzzo (Doña Jimena), Carlo Álvaro (El Cid), José Antonio Duque (el Conde Lozano), Manuel Galiana (el Rey).